# Lotterivillan, Storängen

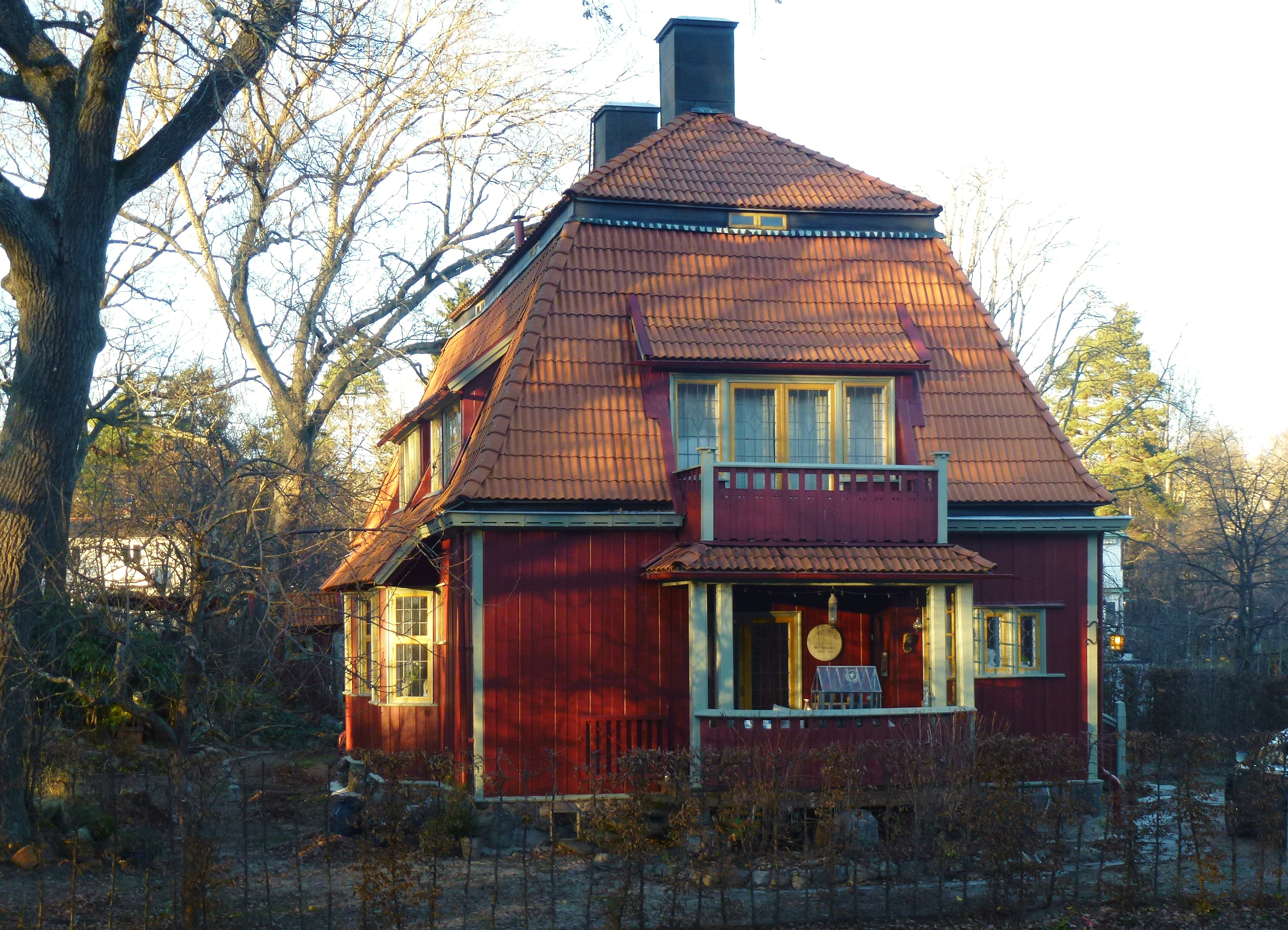
Lotterivillan i november 2013.

Lotterivillan är en kulturhistoriskt värdefull byggnad vid Storängens strandväg 4, i Storängen, Nacka kommun. Villan uppfördes 1908 och visades på Konstindustriutställningen 1909 på Djurgården i Stockholm där den var högsta vinsten i ett lotteri. Villan ritades av arkitekt Ivar Callmander och bedöms  enligt en kulturhistorisk byggnadsinventering av Storängen år 1979 som ”omistlig”.

## Bakgrund

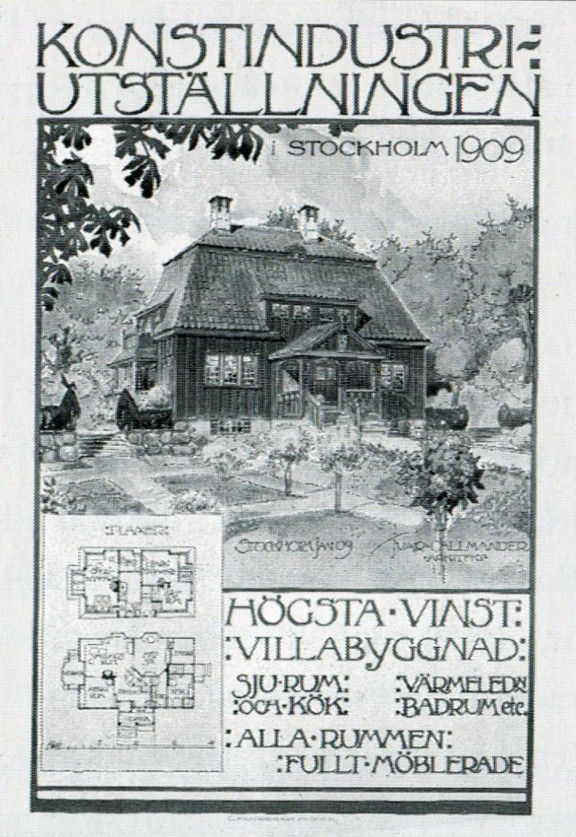
Lotterivillans utställningsaffisch.

Storängens villasamhälle grundades år 1904 av Tjänstemännens egnahemsförening och lockade till sig inte bara tjänstemän från övre medelklass utan även universitetslärare, direktörer, konstsamlare och konstnärer. Den nyöppnade järnvägen Stockholm-Saltsjön (Saltsjöbanan) med sin snabba trafikförbindelse till och från Stockholm och hållplats i Storängen bidrog till att villasamhället blev attraktivt. En av tomterna vars värde beräknades till 30 000 kronor ingick i ett lotteri som arrangerades av Konstindustriutställningen 1909. Till tomten skulle sedermera ett av utställningens fullt möblerade hus flyttas och, tillsammans med tomten, utgöra högsta vinsten. Lotterna kostade fem kronor och husets  värde beräknades till 39 000 kronor inklusive inredning. Vinnaren av lotteriet och förste ägaren hette P.A. Broman, ingenjör, och han ägde huset fram till 1911.

## Byggnad
Villan ritades 1908 av arkitekt Ivar Callmander i nationalromantisk stil och uppsattes som en utställningsvilla på Djurgården för Konstindustriutställningen 1909. Den för tiden moderna villan hade sju rum och kök, badrum, värmeledning och var fullt möblerad av Nordiska Kompaniet (NK). Rummen fördelade sig på 1½ plan. I villan fanns en ovanlig trappa som nåddes från tre håll i bottenvåningen (hallen, salongen och serveringsrummet) och i övre planet delade sig trappan dels mot ett gästrum och dels mot en hall. Mellan herrum och salong fanns en bred skjutdörr som möjliggjorde att öppna upp däremellan. Arkitektkollegan Karl Berlin fann villan ”förnämligast”.
Lotterivillan rönte stor uppmärksamhet på utställningen och bidrog till att den tidigare tröga lottförsäljningen satte fart. Efter utställningen flyttades villan till Storängens strandväg 4 i Storängen, där Callmander redan tidigare hade ritat ett flertal villor, bland annat sin egen som ligger på Prästgårdsvägen 8. Från början var villans fasadpaneler målade i brun kulör men är idag röda med vita knutar och fönsteromfattningar. År 2013 bodde författarna Cecilia och Rolf Börjlind i villan.

## Bilder ur tidningen Idun
I sitt augustinummer från 1909 hade tidningen Idun ett reportage om Konstindustriutställningen där man presenterade fyra utställningsvillor, bland dem även Lotterivillan.

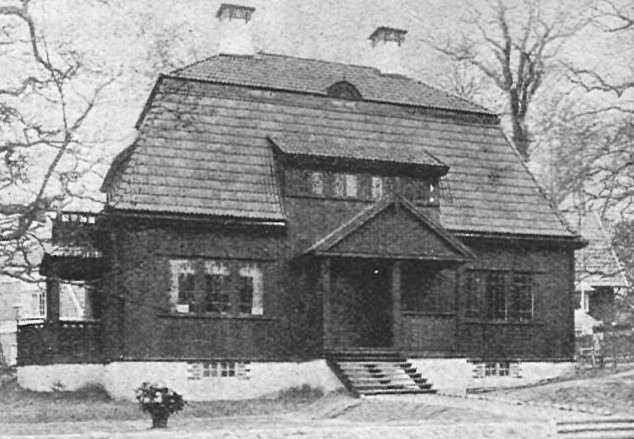
Exteriör
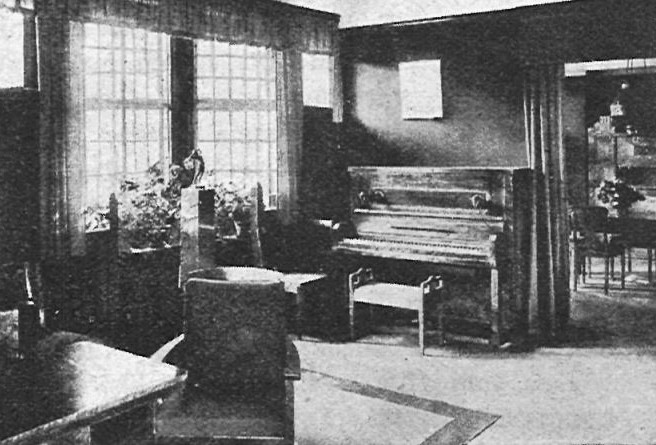
Salongen
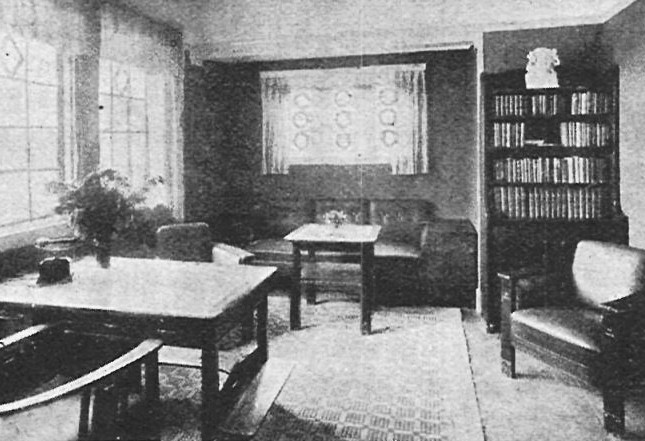
Matsal / herrum